# أنجيل ميدينا (كاتب)
أنجيل ميدينا (بالإنجليزية: Angel Medina) هو فنان وكاتب أمريكي، ولد في 25 مارس 1964.

## وصلات خارجية
- الموقع الرسمي